# فرانسينا نويل
فرانسينا نويل (بالإنجليزية: Francine Noël)‏ (1945، مونتريال في كندا)؛ كاتِبة وروائية كندية.